# Gl 707
Gl 707 je hvězda v souhvězdí Jižní koruny spektrálního typu K7 a zdánlivé hvězdné velikosti 8,39. Její vzdálenost od Slunce se odhaduje na 42,6 světelných let.
Gl 707 se nachází v okrajové oblasti souhvězdí Jižní koruny směrem k souhvězdí Štíra, poblíž kulové hvězdokupy NGC 6541. Je za hranicí viditelnosti pouhým okem.
Hvězda patří mezi 155 oranžových trpaslíků v relativně blízkém okolí (do 50 světelných let) sluneční soustavy, tedy mezi hvězdy, v jejichž soustavách se předpokládá vyšší pravděpodobnost výskytu života.